# 格鲁吉亚地理
格鲁吉亚位於歐洲東部，黑海东岸。北与俄罗斯接壤，东与阿塞拜疆相接，南与亚美尼亚和土耳其相邻。 全境三分之二以上是山地，北部是大高加索山脉，南部是小高加索山脉，大部分海拔1000米以上。中间为山间低地、平原和高原，黑海沿岸为科尔希达低地。最高点位于北部俄罗斯边境上的什哈拉山，海拔5068米。

## 河流
主要河流有库拉河和里奥尼河，水流落差较大，水力资源丰富。

## 氣候
喬治亞属亚热带气候，西部湿润，东部干燥。各地垂直气候变化显著。

## 環境問題
另見：喬治亞的環境問題